# Gディフェンサー
Gディフェンサー（ジー・ディフェンサー、G-DEFENSER）は、ガンダムシリーズに登場する架空の兵器。初出は、1985年に放送されたテレビアニメ『機動戦士Ζガンダム』。
作中の主人公側の勢力であるエゥーゴのサポート・メカ。人型ロボット兵器「モビルスーツ（MS）」であるガンダムMk-IIとの合体機能をもち、巡航用のGフライヤー、戦闘用のMk-IIディフェンサー（スーパーガンダム）の2形態に変化する。
本記事では、外伝作品などに登場するバリエーション機についても記述する。

## デザイン
メカニックデザインはガンダムMk-II同様、藤田一己による（設定画のサインより）。

## 設定解説
ガンダムMk-IIの重戦用装備として、エゥーゴの要請によりアナハイムエレクトロニクス社が急造した可変戦闘機。ティターンズから奪取されたガンダムMk-IIは1機がエゥーゴの戦力として運用されるが、可変MSの出現によりさらなる高速戦闘への対応と、火器搭載量の増大化が必要とされる。そこで、初代ガンダム (RX-78) 用の強化システムであるGアーマーのコンセプトをベースに耐久性、航続距離、ジェネレーターの問題も含めて解決すべく開発されたのが本機である。エゥーゴの量産型MSであるネモ・タイプの性能向上システムとしても使用可能であることを前提としているが、簡易性からMS形態のみでの運用とされる。なお、本機と並行して増加ウェポン・システムを装備するフルアーマーガンダムMk-IIの開発も進行するが、廃案となっている。さらに、同時期にGアーマーそのものをMSに再設計した機体の開発も進められたという。
単体では、コア・ファイターにパイロットが搭乗して宇宙・大気圏内両用支援戦闘機として運用され、MSに匹敵する性能をもつ。長・中距離支援や爆撃・偵察など、その機動性を駆使した任務で活躍する。ガンダムMk-IIのウェポン・マウント・システムを参考にパイロンの規格が統一されており、最大装備時には中距離航行用エキステンション・ブースター、ミサイル・ラック、コンパクト・ジェネレーターを併用してメガ・ビーム・ライフルを2基装備することも可能。
グラナダで製作された先行試作機が、エゥーゴの強襲巡洋艦「アーガマ」に配備されている。

### Gフライヤー
G-FLIGHYER
GディフェンサーとガンダムMk-IIがドッキングした輸送形態。
Mk-IIがGディフェンサーの後方に周り、レーザー・センサーによってデータ・リンク軸線を固定し後方からGディフェンサーに突入、ドッキング・ロックによりMk-IIを固定する。このとき、Mk-IIのシールドは投棄し、ビーム・ライフルは右腰にマウントする。航続距離の飛躍的な向上とともに、当時の可変MSに比肩しうる機動性をMk-IIにもたらす。ただし劇中ではこの形態で出撃するシーンはなく、それぞれ出撃して戦闘宙域でドッキングしている。この形態でも大気圏内飛行が可能であり、作戦行動時間と運動性に制限はあるもののフライング・アーマーを追加装備して大気圏突入も可能であるが、システムの肥大化により実際には使用されていない。
なお『Ζ』第26話では、コア・ファイターのない状態でMk-IIディフェンサーからGフライヤーに変形している。

### Mk-IIディフェンサー（スーパーガンダム）
Mk-II DEFENSER (SUPER GUNDAM)
ガンダムMk-IIがGディフェンサーを「着たまま」MSモードで戦闘可能な形態で、当時の最新鋭MSに対しても決して引けを取らない高性能機となる。なお、「スーパーガンダム」はエゥーゴのスタッフが付けた愛称であり、制式名称ではない（型式番号：FXA-05D+RX-178）。
Gフライヤー形態から操縦系統をMk-IIに移行後にコア・ファイターが分離し、サイド・ポンツーンがステー部から90度回転してアーマーとなる。Gディフェンサー中央部の装甲板がガンダムMk-IIのバックパックを覆うことで、ダメージ・コントロールが向上している。
『スーパーロボット大戦』シリーズなどのゲームでは、Mk-IIディフェンサー時にGディフェンサーのパイロットがコア・ファイターで離脱するという設定は無視され、パイロットが2人という扱いになることがある。そのため、ドッキングを解除して分離することも可能となっている。また、ゲーム『機動戦士ガンダム ギレンの野望』シリーズ（『ジオンの系譜』以降）や『サンライズ英雄譚2』では、ティターンズ仕様のMk-IIディフェンサー（スーパーガンダム）も登場する。

### コア・ファイター
「脱出コックピット・カプセル」または「カプセル・ボート」とも呼ばれるが、『Ζ』第26話でエマ・シーン中尉が「Gディフェンサーのコア・ファイター」と呼んでいる。
機首に接続されコックピットとなる。脱出時のほか、Mk-IIディフェンサー時は切り離される。これは、運用に最低限必要な人員を極力削減するという考えによる。単独飛行が可能であり、4基のスタビライザーが展開して機動性が向上する。武装はミニ・レーザー砲（出力1.7メガワット）2門を装備しており、大した威力はないもののハイザックの頭部を破壊する程度の破壊力を有する。非常時にはコックピット・ブロックそのものを脱出ポッドとして射出可能。

### 武装・装備
ロング・ライフル
Gディフェンサー側のジェネレーターで稼働する、大型のビーム・ライフル。出力6.8メガワット。外部ケーブルでMSのパワー・サーキットに接続すれば、メガ・バズーカ・ランチャー並みの大出力砲として使用可能。
ポンツーン
双胴の機体の下面にそれぞれ装備される武装コンポーネント。中・近距離用の副武装を装備し、ジェネレーターやプロペラントなども積載する。Mk-IIディフェンサー形態では「サイド・ポンツーン」とも呼ばれ、基部でフレキシブルに可動するシールドとなり、腕の動きに同調して可動する。また、当時流行のスタビライザーやバインダーといった補助AMBAC装置としても機能し、Gディフェンサー単体でも機体を展開してAMBAC機動が可能なプログラムも開発中だったともいわれる。なお「ポンツーン」と呼ばれるのは、文字通り着陸・着水ユニットとしても機能するためである。後部のランディング・ギアはMk-IIディフェンサー時には折り畳まれるが、展開してアキュートとしても使用可能。ほかに大型ミサイルの装備やビーム砲塔、格闘戦用のクローへの変形や超大型ビーム・サーベルなど多様なバリエーションが提案されていたといわれる。
14連ミサイル・ポッド
ポンツーンの先端に装備。発射時は上方にカバーを開くため、「ミサイル・ベイ」とも呼ばれる。テレビ版『Ζ』第26話では1発照明弾を発射している。
バルカン砲
ミサイル・ポッドの両側面に装備。「大型バルカン」と呼ばれることもあるが、口径は連邦系MSの頭部に装備されるものと同じ60ミリ。
その他、 主翼下部のパイロンに対艦ミサイルや、機体上部に索敵能力向上のためのレドーム・ユニットを追加することもある。

## 劇中での活躍
テレビ版『Ζ』で、アーガマにΖガンダムが届けられた次の第22話に初登場。スーツ・キャリアで輸送され、アーガマとの合流を急ぐためレコア・ロンドが搭乗するメタスとともに発進。パイロットは口髭を生やした男性だが、氏名不詳で以降は登場しない。ドゴス・ギア所属のジェリド・メサ中尉率いるMS小隊に発見され、増援のアーガマ隊とともに戦闘となるが、本機は戦闘に参加していない。
その後はしばらく登場せず、ガンダムMk-IIはエマ中尉の乗機となったあとも単独で運用される。第26話でMk-IIとともにラーディッシュに転属となり、出撃したMk-IIを追ってカツ・コバヤシが無断で搭乗、艦長のヘンケン・ベッケナー中佐も許可し出撃。最初はタイミングが合わずドッキングできないが、Ζガンダムの援護もあり初めてMk-IIディフェンサーとなる。コア・ファイターはアドル・ゼノ曹長のハイザックに追撃されるが、ミニ・レーザー砲により頭部を破壊する。その後はカツが本機の専属パイロットとなる。
第49話のコロニーレーザー攻防戦で、ヤザン・ゲーブル率いるハンブラビ隊と交戦、Mk-IIディフェンサーにドッキングするが、カツのコア・ファイターも戦闘にくわわる。ヤザン機のビーム・ライフルを余裕でかわしてみせるが、よそ見をしたために正面の隕石に衝突、コントロールを失ったところにエンジン・ブロックを撃たれ、サラミス改の残骸に激突して爆散する。Mk-IIディフェンサーはロング・ライフルでラムサス・ハサ機を撃破し、ダンケル・クーパー機の両脚を破壊するが、ヤザン機に背後に回られGディフェンサーは破壊される。このとき、本機の装甲板によってガンダムMk-II本体への直撃を防ぐものの、バックパックのメイン・スラスターを損傷し窮地に陥っている。

## バリエーション
以下のバリエーションはリンク先を参照。
- ネモ・ディフェンサー
- ジムIII・ディフェンサー

### スーパーガンダム［海中型］
カードダス『ガンダムコンバット』に登場。
RX国コロニーに所属する、Mk-IIディフェンサーを海中用へと仕様変更した機体。おもにGディフェンサー部に水中用の推進器などが装備されているほか、武装も水中用のものに変更されている。